# Polieteretercetona
La polieteretercetona (PEEK) és un termoplàstic extraordinàriament fort i rígid. La seva resistència a la flama és excel·lent. La seva resistència química és molt alta, i fins i tot suporta bé l'acció de les radiacions ionitzants i temperatures de l'ordre dels 340 °C. És un 30% més lleuger que l'alumini, el seu principal inconvenient és el preu, 50 vegades més que el polietilè.